# Liste der Fornminnen in Högsjö

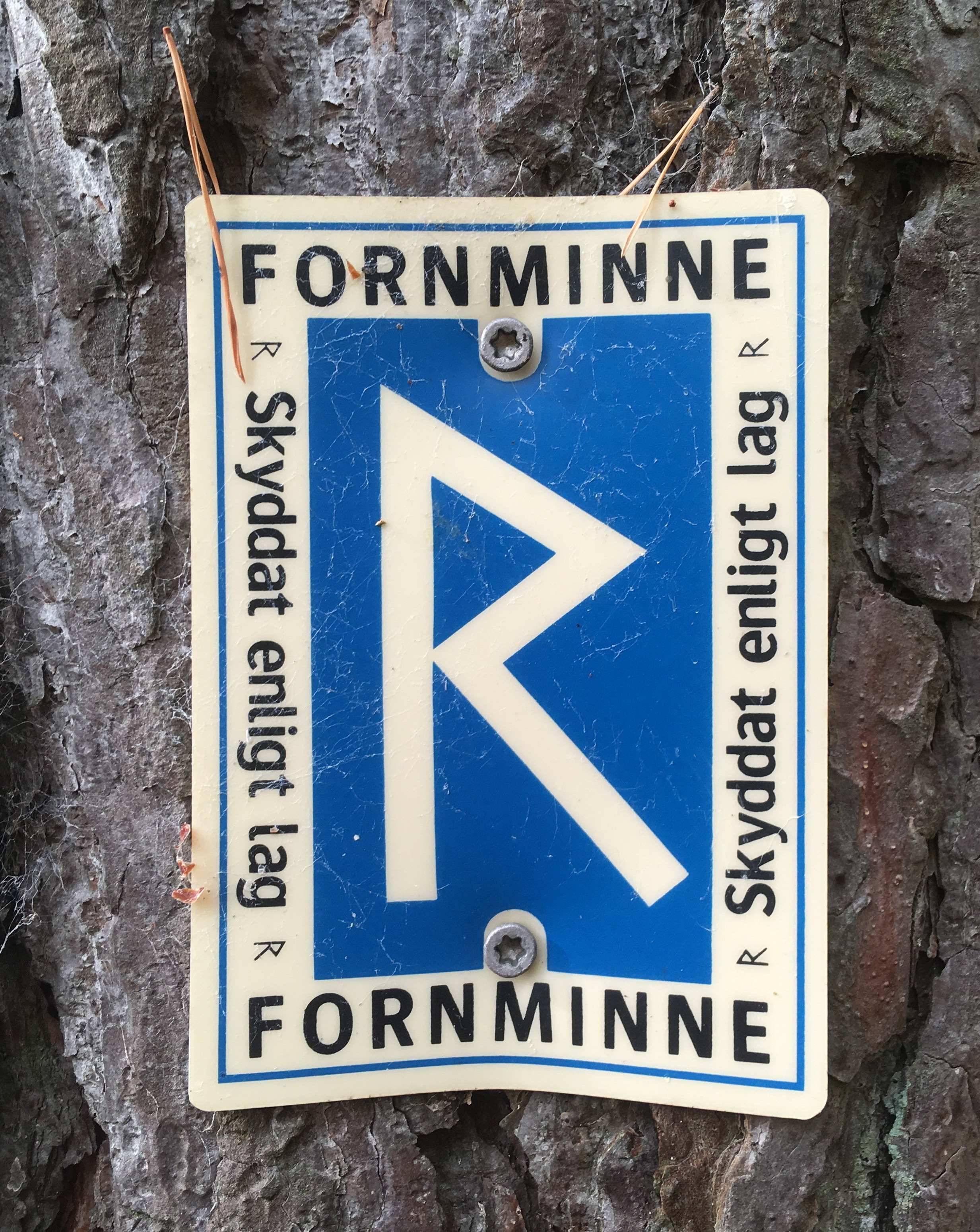
Zeichen für „Fornminnen“ in Schweden

Diese Liste der Fornminnen in Högsjö zeigt die „Alten/antiken Denkmale“ (schwedisch fornminnen) im ehemaligen Socken Högsjö in der heutigen Gemeinde Härnösand der schwedischen Provinz Västernorrlands län, sie ist eine Teilliste der „Liste der Fornminnen in Västernorrland“. Die Aufteilung basiert auf der historischen Zuordnung der Gebiete in Socken (siehe auch) und der Einteilung des Zentralamts für Denkmalpflege Riksantikvarieämbetet (RAÄ). Es werden die Fornminnen aufgeführt, die auf dem Suchdienst „Fornsök“ registriert sind, welcher weitere Informationen zu den bekannten kulturhistorischen Überresten in Schweden enthält.

## Begriffserklärung
Fornminnen (schwedisch für alte/antike Denkmale oder archäologische Funde) sind in Schweden alte Objekte und archäologische Funde (Fornlämningar), welche die Überreste menschlicher Aktivitäten in der Vergangenheit bezeichnen, die durch frühere Nutzung entstanden sind und dauerhaft aufgegeben wurden. Dabei gilt für Fornminnen, die vor 1850 entstanden sind, dass sie automatisch durch das Gesetz geschützt sind. Aber auch jüngere Überreste können zu Bodendenkmalen erklärt werden, wenn sie sich an ihrem ursprünglichen Standort befinden und weitgehend erdgebunden sind. Als Fornminnen zählen u. a. Siedlungen und Siedlungsreste aus prähistorischer Zeit, Gräber und Grabstätten, Burgruinen, Ruinen von Klöstern, Kirchen und Schlössern, Steine und Felsen mit Inschriften und Bildern (z. B. Runensteine und Petroglyphen), insofern sie nicht schon als Einzeldenkmal unter Byggnadsminnen (schwedisch für Baudenkmale) oder kyrkliga Kulturminnen (schwedisch für kirchliches Kulturgut) ausgewiesen sind.

## Legende
| ID           | = | ID.Nr. des Denkmalregisters (Fornsök) im schwedische Amt für nationales Kulturerbe (Riksantikvarieämbetet (RAÄ)) |
| Lage         | = | Koordinatenangabe des Standorts                                                                                  |
| Bezeichnung  | = | Bezeichnung des Denkmalobjekts (auch RAÄ-Nr.)                                                                    |
| Beschreibung | = | Name (Denkmaltyp/Dokumentenverweis im Arkivsök) sowie eine kurze Beschreibung des Objekts                        |
| Bild         | = | Bild des Objekts sowie Verweis auf weitere Bilder                                                                |

## Liste Fornminnen Högsjö
| ID             | Lage    | Bezeichnung (RAÄ-Nr.) | Beschreibung | Bild           |
| -------------- | ------- | --------------------- | --- | -------------- |
| 10247200030001 | (Karte) | Högsjö 3:1            | Högsjö 3:1 (Gedenkstein / L1936:9988) grauer Gedenkstein (etwa 2,4 m hoch und 2,2 m breit sowie 1 m dick) für Olof Högberg (1855-1932), einem schwedischen Schriftsteller, Journalisten und Heimatforscher. Im Südosten ist der Stein mit einem Bronzerelief von „Olof Högberg“ und der Namensinschrift sowie folgender Inschrift versehen: „BORN IN FLATTOM HÖGSJÖ / 27.9 1855 / DIVORCED / NORDSVENSKA ÖDEN / UR HÄVD OCH SÄGEN“ und auf der nordöstlichen Seite mit dem Text: „NORRLANDSFÖRBUNDET / FOLKRÖRELSERNA / I ÅNGERMANLAND / AND HÖGSJÖBOR / RESTE STENEN 1955.“. Er befindet sich etwa 40 m südöstlich der alten Högsjö-Kirche aus dem 14. Jahrhundert. | Weitere Bilder |
| 10247200040001 | (Karte) | Högsjö 4:1            | Högsjö 4:1 (Steinhügelgrab / L1935:628) Beschreibung ergänzen | Weitere Bilder |
| 10247200040002 | (Karte) | Högsjö 4:2            | Högsjö 4:2 (Steinhügelgrab / L1936:9990) Beschreibung ergänzen | Weitere Bilder |
| 10247200040003 | (Karte) | Högsjö 4:3            | Högsjö 4:3 (Steinhügelgrab / L1936:9989) Beschreibung ergänzen | Weitere Bilder |
| 10247200050001 | (Karte) | Högsjö 5:1            | Högsjö 5:1 (Steinsetzung / L1936:9932) Beschreibung ergänzen | Weitere Bilder |
| 10247200060001 | (Karte) | Högsjö 6:1            | Högsjö 6:1 (Steinhügelgrab / L1935:610) Beschreibung ergänzen | Weitere Bilder |
| 10247200060002 | (Karte) | Högsjö 6:2            | Högsjö 6:2 (Steinhügelgrab / L1935:609) Beschreibung ergänzen | Weitere Bilder |
| 10247200070001 | (Karte) | Högsjö 7:1            | Högsjö 7:1 (Steinhügelgrab / L1935:611) Beschreibung ergänzen | Weitere Bilder |
| 10247200100001 | (Karte) | Högsjö 10:1           | Högsjö 10:1 (Steinhügelgrab / L1936:9933) Beschreibung ergänzen | Weitere Bilder |
| 10247200110001 | (Karte) | Högsjö 11:1           | Högsjö 11:1 (Steinhügelgrab / L1936:9935) Beschreibung ergänzen | Weitere Bilder |
| 10247200110002 | (Karte) | Högsjö 11:2           | Högsjö 11:2 (Steinhügelgrab / L1935:612) Beschreibung ergänzen | Weitere Bilder |
| 10247200110003 | (Karte) | Högsjö 11:3           | Högsjö 11:3 (Steinhügelgrab / L1936:9914) Beschreibung ergänzen | Weitere Bilder |
| 10247200110004 | (Karte) | Högsjö 11:4           | Högsjö 11:4 (Steinhügelgrab / L1936:9934) Beschreibung ergänzen | Weitere Bilder |
| 10247200130001 | (Karte) | Högsjö 13:1           | Högsjö 13:1 (Steinhügelgrab / L1935:493) Beschreibung ergänzen | Weitere Bilder |
| 10247200140001 | (Karte) | Högsjö 14:1           | Högsjö 14:1 (Steinhügelgrab / L1935:494) Beschreibung ergänzen | Weitere Bilder |
| 10247200180001 | (Karte) | Högsjö 18:1           | Högsjö 18:1 (Steinhügelgrab / L1935:467) Beschreibung ergänzen | Weitere Bilder |
| 10247200200001 | (Karte) | Högsjö 20:1           | Högsjö 20:1 (Steinhügelgrab / L1936:8583) Beschreibung ergänzen | Weitere Bilder |
| 10247200310001 | (Karte) | Högsjö 31:1           | Högsjö 31:1 (Steinhügelgrab / L1935:510) Beschreibung ergänzen | Weitere Bilder |
| 10247200370001 | (Karte) | Högsjö 37:1           | Högsjö 37:1 (Steinsetzung / L1935:543 ) Beschreibung ergänzen | Weitere Bilder |
| 10247200370002 | (Karte) | Högsjö 37:2           | Högsjö 37:2 (Steinsetzung / L1936:8662) Beschreibung ergänzen | Weitere Bilder |
| 10247201030001 | (Karte) | Högsjö 103:1          | Högsjö 103:1 (Alm / L1935:660) Beschreibung ergänzen (auch als schwedisch „Gammfäboden“ bezeichnet) | Weitere Bilder |
| 10247201140001 | (Karte) | Högsjö 114:1          | Högsjö 114:1 (Alm / L1935:83) Beschreibung ergänzen (auch als schwedisch „Ramsjöfäbodar“ bezeichnet) | Weitere Bilder |
| 10247201150001 | (Karte) | Högsjö 115:1          | Högsjö 115:1 (Alm / L1935:624) Beschreibung ergänzen (auch als schwedisch „Bölenfäbodarna“ bezeichnet) | Weitere Bilder |
| 10247201250001 | (Karte) | Högsjö 125:1          | Högsjö 125:1 (Steinhügelgrab / L1936:9916) Beschreibung ergänzen | Weitere Bilder |
| 10247201510001 | (Karte) | Högsjö 151:1          | Högsjö 151:1 (Steinsetzung / L1936:9534) Beschreibung ergänzen | Weitere Bilder |
| 10247201650001 | (Karte) | Högsjö 165:1          | Högsjö 165:1 (Steinofen / L1935:157) Der fast quadratische historische Steinofen (ca. 1,5 x 1,5 m und 1,5 m hoch) bestehend aus 5-6 Schichten Steinen, wurde 2003 bei Untersuchungen im Zusammenhang mit dem Streckenbau der „Ådalsbanan“ zwischen Sundsvall – Långsele am Südufer des Ångermanälven etwa 1 km nordöstlich Högsjö entdeckt. | Weitere Bilder |
| 12000000036036 | (Karte) | Högsjö 189            | Högsjö 189 (Steinsetzung / L1934:338) Die runde Steinsetzung (ca. 3,5 m Durchmesser) wurde 2004 bei Untersuchungen im Zusammenhang mit dem Streckenbau der „Ådalsbanan“ zwischen Sundsvall – Långsele am Südufer des Ångermanälven etwa 1 km nordöstlich Högsjö entdeckt. | Weitere Bilder |